# Gustav Seeber
Gustav Seeber (né le 23 août 1933 à Nordhausen et mort le 16 juin 1992 à Leipzig) est un historien allemand.

## Biographie
Après avoir obtenu son diplôme d'études secondaires en 1952, Seeber commence à étudier l'histoire et l'éducation à l'Université d'Iéna (FSU Jena). Il réussit son examen d'État en 1956 et devient assistant de recherche à l'Institut historique de la FSU Jena. En 1958, il rejoint la branche de Leipzig de l'Institut d'histoire de l'Académie allemande des sciences à Berlin en tant qu'assistant de recherche.
De 1960 à 1963, Seeber effectue un stage universitaire non programmé. Il obtient son doctorat en août 1963 avec Ernst Engelberg et Rolf Weber (de) Zur Geschichte des Linksliberalismus in Deutschland 1877/78 bis 1893. En 1969, il devient chef de département à l'Institut d'histoire. En février 1972, il obtient un doctorat cumulatif B à l'Académie allemande des sciences. En septembre 1972, il y est nommé professeur. Jusqu'en 1991, il dirige le domaine de recherche "Histoire allemande 1789-1917" à l'Institut central d'histoire.
De 1981 à 1989, Seeber publie la bibliothèque d'étude de l'histoire de la RDA. En 1983, il a travaille à la Commission historique RDA-Hongrie en tant que président de la section RDA. De 1988 à 1990, il est membre du comité de rédaction de Jahrbuchs für Geschichte. De 1991 à 1992, il est également président de l'Association Rosa-Luxemburg à Leipzig.
Gustav Seeber est marié à l'historienne Eva Seeber depuis 1957.

## Travaux
- Die deutsche Sozialdemokratie und die Entwicklung ihrer revolutionären Parlamentstaktik von 1867 bis 1893. Einführung in die originalgetreue Reproduktion des Buches "Die Sozialdemokratie im Deutschen Reichstag". Dietz Verlag, Berlin 1966.
- Gustav Seeber, Walter Wittwer: Kleinbürgerliche Demokratie im Bismarck-Staat. Entwicklungstendenzen und Probleme. Buchverlag Der Morgen, Berlin 1971.
- (Hrsg.): Monarchen und Minister. Sozialdemokratische Publizistik gegen Monarchismus und Volksbetrug. Dt. Verl. d. Wiss, Berlin 1974.
- Horst Bartel, Wolfgang Schröder, Gustav Seeber, Heinz Wolter: Der Sozialdemokrat 1879 – 1890. Ein Beitrag zur Rolle des Zentralorgans im Kampf der revolutionären Arbeiterbewegung gegen das Sozialistengesetz. Dietz Verlag, Berlin 1975.
- Friedrich Hammachers Aufzeichnungen über den Bergarbeiterstreik von 1889 (de). In: Jahrbuch für Geschichte, Band 16, 1977, S. 403–458.
- (Hrsg.): Bismarcks Sturz. Zur Rolle der Klassen in der Endphase des preußisch-deutschen Bonapartismus 1884/85 - 1890. Akademie-Verlag, Berlin 1977.
- (Hrsg.): Gestalten der Bismarckzeit. 2 Bände. Akademie-Verlag, Berlin 1978/1986.
- Horst Bartel (de), Wolfgang Schröder (de), Gustav Seeber: Das Sozialistengesetz 1878 1890. Illustrierte Geschichte des Kampfes der Arbeiterklasse gegen das Ausnahmegesetz. Dietz Verlag, Berlin 1980.
- Gustav Seeber, Heinz Wolter: Mit Eisen und Blut. Die preußisch-deutsche Reichsgründung von 1870/71. Dietz Verlag, Berlin 1981. (Schriftenreihe Geschichte)
- Preußen in der deutschen Geschichte nach 1789. Akademie-Verlag 1983 (Studienbibliothek DDR-Geschichtswissenschaft 3)
- Gustav Seeber, Walter Schmidt: Deutsche Geschichte. Band 5. Der Kapitalismus der freien Konkurrenz und der Übergang zum Monopolkapitalismus im Kaiserreich von 1871 bis 1897.Deutscher Verlag der Wissenschaften, Berlin 1988.  (ISBN 3326003110).
- Bismarckzeit. Historische Streiflichter einer Epoche. 1871-1895. Urania-Verlag, Leipzig 1991,  (ISBN 3332003283).